# چارلی بیتس
چارلی بیتس (انگلیسی: Charlie Bates؛ 1889 – 20 march ۱۹۳۷ (۴۷−۴۸ سال)) بازیکن فوتبال اهل بریتانیا بود.
از باشگاه‌هایی که در آن بازی کرده‌است می‌توان به باشگاه فوتبال برنلی و باشگاه فوتبال دارلینگتون اشاره کرد.